# Ishizuka Keiji
Keiji Ishizuka (sinh ngày 26 tháng 8 năm 1974) là một cầu thủ bóng đá người Nhật Bản.

## Sự nghiệp câu lạc bộ
Keiji Ishizuka đã từng chơi cho Tokyo Verdy, Consadole Sapporo, Kawasaki Frontale và Nagoya Grampus Eight.